# Messena radiata
Messena radiata är en insektsart som beskrevs av William Lucas Distant 1892. Messena radiata ingår i släktet Messena och familjen Eurybrachidae. Inga underarter finns listade i Catalogue of Life.